# Aricia isaurica
Aricia isaurica is een vlinder uit de familie van de Lycaenidae. De wetenschappelijke naam van de soort is voor het eerst geldig gepubliceerd in 1870 door Otto Staudinger.